# 青少年委員会
青少年委員会(せいしょうねんいいんかい)とは、
- 市町村・特別区等、基礎自治体における教育委員会の下部機関のひとつ。狭義には、東京都が区市町村に対して導入した独自の制度で、委員は青少年の健全育成と非行防止のために行政と地域のパイプ役になることが期待されている。委員は独任制で、委員会は委員によって任意に組織化されたものである。東京都では、青少年委員以外に、健全育成・非行防止のための地域活動を企画・実施し、あるいは街頭補導などを行う委嘱委員として、青少年対策地区委員会委員制度が設けられている。一般に、「地区対」などと呼ばれるが、区市町村によって正式名称は異なる。また、都以外では、類似の委嘱委員制度として、青少年指導員、青少年相談員などが見られ、それぞれ微妙に役割が異なるが、青少年対策本部(現在廃止)の地方組織としてそれら委員が組織化されていた。
- 放送倫理・番組向上機構における放送と青少年に関する委員会の通称。
- キリスト教のカトリック教会が地区ごとに定めている教区単位で設置されている青少年宣教司牧委員会の通称。

## 市町村の青少年委員会
青少年の健全育成を目的とした事業を行う機関のこと。委員は地域住民の中から青少年の教育指導に能力のある者を非常勤の特別職地方公務員たる身分により委嘱される。
委員の身分は概ね、条例により定められており、任期は自治体により相違があるが2年程度が一般的である。開かれた学校づくり、青少年団体等との連携、青少年の余暇指導などが主な職務である。非常勤であることからわかるように、ボランティア的側面が強い。